# Aridefferia prattii
Aridefferia prattii là một loài ruồi trong họ Asilidae. Aridefferia prattii được Hine miêu tả năm 1919. Loài này phân bố ở vùng Tân Bắc giới.